# محمد امین زکی
محمد امین زکی بیگ (به انگلیسی: Muhammed Emin Zeki Bey) دیگر زبان‌ها (به کردی: محەمەد ئەمین زەکی بەگ) (زاده ۱۸۸۰، در گذشته ۱۹۴۸) تاریخ‌دان و سیاستمدار کرد بود. وی در شهر سلیمانیه عراق زاده شده و پدر وی حاجی عبدالرحمان نام داشت. کتاب‌های وی به زبان‌های کردی، ترکی و عربی نوشته شده‌است. مشهورترین کتاب او به نام زبده تاریخ کرد و کردستان است.
وی هم چنین زندگی‌نامه کردهای معروف را نوشته‌است.
«زکی» برای نوشتن کتاب تاریخ کرد و کردستان در کتابخانه‌های استانبول، آلمان و فرانسه شروع به تحقیق کرد و از موزه‌های زیادی دیدن کرد و سفرهای طاقت فرسای فراوانی را به این منظور تحمل نمود، و علاوه بر این از دست نوشته‌های شرق‌شناس روسی «ولادیمیر مینورسکی» که در مورد کرد نوشته بود بهره جست. هم چنین ازاطلاعات «سیدنی سمیث» که در آن زمان مدیر «دارالآثار العراقیه» بود نیز استفاده کرد.
خلاصه این کتاب به نام زبدهٔ تاریخ کرد و کردستان به فارسی چاپ شده‌است.
زندگی سیاسی زکی:
- وزیر حمل و نقل (۱۹۲۷–۱۹۲۵)
- وزیر آموزش (۱۹۲۸–۱۹۲۷)
- وزیر دفاع (۱۹۲۹)
- وزیر اقتصاد (۱۹۳۱)